# Hansekanne

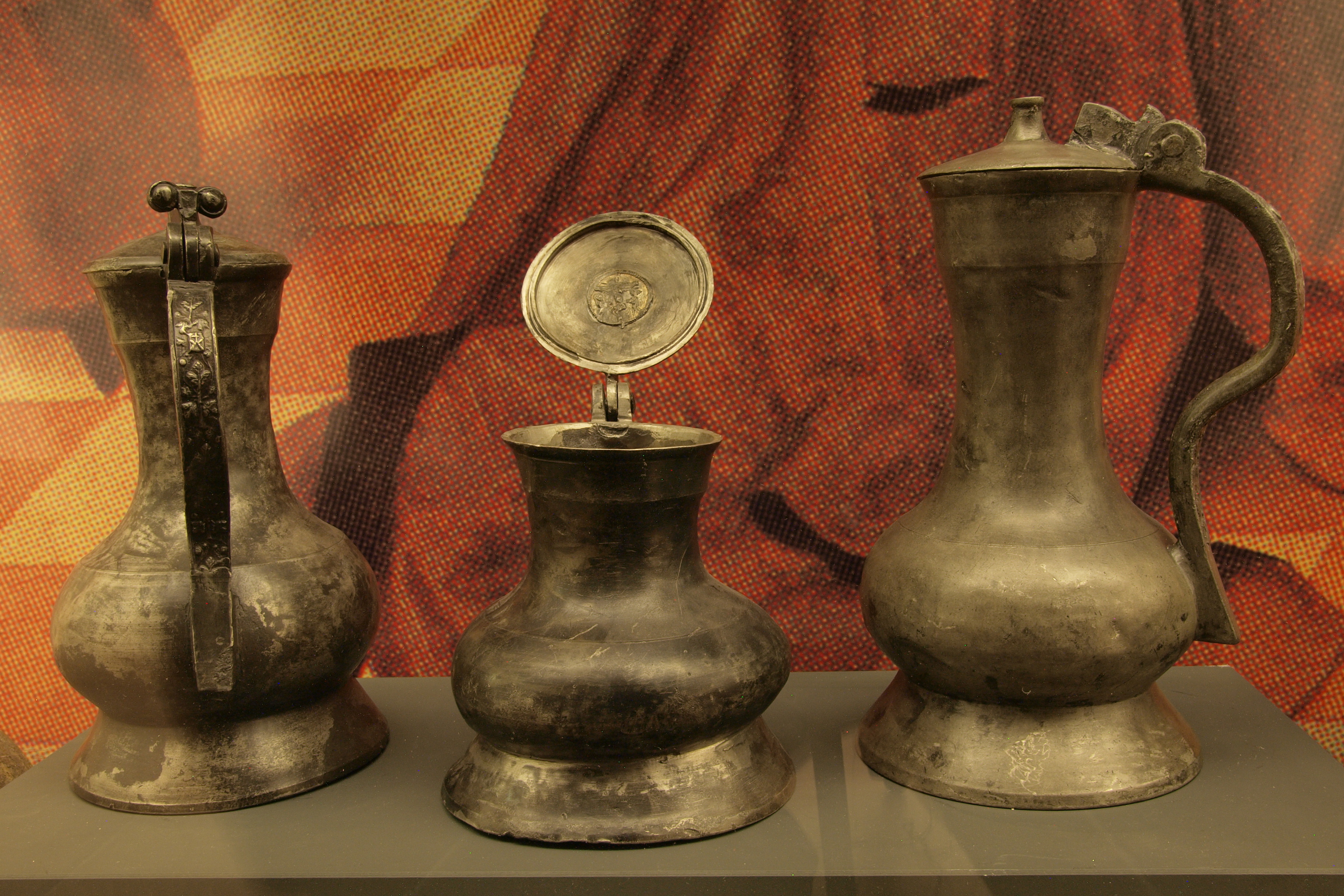
Hansekanne

Hansekanne (niem.) – naczynie do picia piwa.
Naczynie w kształcie wysokiego, beczułkowatego metalowego dzbanka, z dużym uchem i nakrywką.
Produkowane było od końca XVI do połowy XVIII wieku w krajach Europy Północnej, zrzeszonych w związku hanzeatyckim.